# Lalawmpuia Pachuau
Lalawmpuia Pachuau là một cầu thủ bóng đá người Ấn Độ hiện tại thi đấu cho South United ở I-League 2nd Division ở vị trí tiền đạo. Lalawmpuia Pachuau là một sản phẩm của Học viện Bóng đá Tata ở Jamshedpur, Ấn Độ.

## Sự nghiệp
Sau nhiều năm tại Học viện Bóng đá Tata Puia ký một bản hợp đồng chuyên nghiệp với Mohun Bagan.

### South United
Lalawmpuia ký hợp đồng với South United cho mùa giải I-League 2nd Division 2013.